# ネンジュモ目
ネンジュモ目（学名 : Nostocales）は藍藻に属する分類群。

## 特徴
細胞が一列につながって糸状体を形成し、必要に応じて窒素固定のためのヘテロシストを分化する。また、移動性のホルモゴニアや休眠性のアキネートを分化するものもいる。

## 分類
『バイオディバーシティ・シリーズ3　藻類の多様性と系統』によれば以下の科が示されている。
- アクロマチア科　Acromatiaceae
- ゴモンチエラ科　Gomontiellaceae
- ミクロカエテ科　Microchaetaceae
- ネンジュモ科　Nostocaceae - ネンジュモ
- ユレモ科　Oscillatoriaceae
- ポントトリクス科　Pontotrichaceae
- ヒゲモ科　Rivulariaceae
- スキトネマ科　Scytonemataceae

## 参考サイト
- ネンジュモ目 国立科学博物館